# Алберт Бийрщат
Алберт Бийрщат (Albert Bierstadt, 7 януари 1830 – 18 февруари 1902) е американски художник от немски произход, известен с мащабните си пейзажи на американския запад. В процеса на работата си, Бийрщат взема участие в няколко експедиции за опознаването на Запада. Въпреки че не е първият художник изобразил тези места, Бийрщат е най-значимият от всички през втората половина на 19 век.
Бийрщат е част от движението Хъдсън ривър. Стилът на тази група се състои в детайлно изобразяване на пейзажа с романтична, почти ярка светлина, понякога наричан Луминизъм. Важна фигура в представянето на западния пейзаж, Бийрщат, заедно с Томас Моран, е част и от движението Роки маунтин.

## Биография
Бийрщат е роден в Золинген, Германия. Семейството му се премества в Ню Бедфорд, Масачузетс през 1831 г. Бийрщат проявява интерес към изкуството от малък и в младежките си години прави добри скици с пастели. През 1851 г. започва да рисува с маслени бои. От 1853 до 1857 г., Бийрщат посещава Дюселдорфската художествена академия.
Бийрщат започва да рисува в Нова Англия и северната част на щата Ню Йорк. През 1859 г. той пътува на запад заедно с Фредерик Лендер (американски изследовател и генерал в армията на Севера по време на Гражданската война) и се завръща с множество скици, от които ще прави картините си в следващите години. През 1863 г. Бийрщат отново пътува на запад, този път в компанията на писателя Фиц Хю Лъдлоу, за чиято съпруга по-късно ще се ожени. Той продължава да пътува из американския Запад през цялата си кариера.
Въпреки че картините му се продават на високи цени, Бийрщат не получава висока оценка от критиците. Те смятали, че използването на нетипично големи платна е израз на егоцентризма му, тъй като картините му винаги смаляват тези на съвременниците му, когато са изложени заедно. Романтизмът при избора му на предмет на изобразяване е очевиден, а употребата на светлина е смятана за прекомерна от критиците му. В картините му са подчертани атмосферните елементи като мъглата и облаците, за да се подчертае и допълни усещането от творбата. Понякога, за да внуши благоговение, Биерщат променя някои детайли. Освен това и цветовете, които използва, невинаги отговарят на истинските. Той рисува нещата такива, каквито смята, че трябва да бъдат: водата е ясно синя, растенията са буйни и зелени, и т.н.
Въпреки всичко, през 1860 г. Бийрщат е избран за член на Националната академия за дизайн; той получава медали в Австрия, Бавария, Белгия и Германия, а картините му остават популярни. Той е плодотворен творец, завършил повече от 500 (може би около 4000) картини, повечето от които са оцелели. Много от тях са разпръснати из музеи в САЩ. Оригинали се продават от време на време, като цената им постоянно расте.
През 1882 г. студиото му в Ървингтън, Ню Йорк е унищожено от пожар, в който изгарят и много от картините му.

## Наследство
- Заради интереса на Бийрщат към планинските пейзажи, на него са кръстени връх Бийрщат, а също и езерото Бийрщат в Колорадо. Бийрщат вероятно е първият европеец, изкачил връх Евънс през 1863 г., който е на миля и половина от върха Бийрщат. Художникът го кръщава Роса в чест на връх Роса над Цермат и на Розали Лъдлоу, неговата бъдеща съпруга. През 1895 г. името е променено на Еванс, в чест на губернатора на Колорадо Джон Еванс.

- През 1998 г. Американската пощенска служба издава 20 възпоменателни марки, озаглавени „Четири века американско изкуство“, на една от които е изобразена картината на Бийрщат „Последният бивол“. През 2008 г. Американската пощенска служба издава възпоменателна марка в серията си „Американски съкровища“, на която е изобразена картината на Бийрщат от 1864 г. „Долината на Йосемити“.

- „Долината на Йосемити“ е показана във филма на Тери Гилиъм „Дванайсет маймуни“.

## Оцелели творби
- Езеро, планината Франкония, Ню Хемпшир, 1861 Архив на оригинала от 2012-03-22 в Wayback Machine. в Музей на изкуствата „Смит колидж“
- В планината, 1868 Архив на оригинала от 2011-09-07 в Wayback Machine. в Музей „Фог“
- Вълчата река, Канзасs Архив на оригинала от 2009-02-23 в Wayback Machine. в Детройтски институт за изкуства, Мичиган
- Произведения на Бийрщат в Музей на изящните изкуства в Бостън[неработеща препратка]
- Брегът на Аляска, ок. 1889 Архив на оригинала от 2014-05-02 в Wayback Machine. в Музей на американското изкуство „Смитсониън“, Вашингтон, окръг Колумбия
- Сиера Невада Архив на оригинала от 2012-08-10 в Wayback Machine. в Музей „Рейнолда“
- Остров Фаралон ок. 1887 в Музей на изкуствата „Карнеги“, Питсбърг, Пенсилвания
- Скици от американско пътешествие Архив на оригинала от 2012-08-06 в Wayback Machine., в Музей на изкуствата Маби-Гарар, Шоуни, Оклахома

## Избрани картини
- Долината Йосемити, Йосемити парк, ок. 1868, Музей „Оукланд“, Оукланд (Калифорния)
- Водопада Щаубах, близо до Лаутербрюнен, Швейцария, 1865
- Буря в планините, 1870
- Наближаваща буря, 1869, Галерия за американско изкуство „Адисън“, Андовър, Масачузетс
- Връх Лендър, Скалистите планини, 1863, Музей на изкуството „Метрополитън“, Ню Йорк, Ню Йорк (щат)
- Сред планините Сиера Невада, Калифорния, 1868, Музей на американското изкуство „Смитсониън“, Вашингтон, окръг Колумбия
- Езерото Тахо, 1868, Музей „Фог“, Кеймбридж (Масачузетс)
- Последният бивол, ок. 1888, Галерия за западно изкуство „Уитни“, Коуди, Уайоминг
- Поглед надолу към долината Йосемити, 1865, Бирмингамски музей на изкуствата, Бирмингам (Алабама)
- Сиера Невада, ок. 1871/1873, Музей „Рейнолда“, Уинстън-Сейлъм, Северна Каролина
- Буря в Скалистите планини (връх Роса), 1886, Бруклински музей, Ню Йорк
- Gosnold at Cuttyhunk, ок. 1858, Големия музей на Ню Бедфорд, Ню Бедфорд, Масачузетс